# شتاندی
شتاندی (به لاتین: Shtandy) یک منطقهٔ مسکونی در روسیه است که در باشقیرستان واقع شده‌است.